# ムトウ記譜法
ムトウ記譜法（ムトウきふほう）は、音楽プロデューサー「大川ワタル」が開発した「ムトウ音楽メソッド」を基に作られた、1オクターブを3本の基線で示す音楽記譜法である。3線譜ともいう。

## 記譜法
クロマチックノーテーションやムト譜とも呼ばれる。ムトウ記譜法においては、上下が実線、真ん中が点線で示された等間隔の3本の水平線を用い、音部記号、変化記号はなく、音域は数字で示される。1オクターブの中にある12の音は独立した音名と表記位置があり、高い音が上に、低い音が下に表される。また、五線譜と違って、調や音域が変わっても1オクターブ内の符頭の位置は同じである。

## 読み方
- 下の実線上に置かれた符頭を低いド、上の実線上に置かれた符頭を高いドとし、下線ドから上線ドまでが1オクターブとなる。
- 3線の実線上の音は音域が変わっても全てドである。
- 五線譜で示されるシャープやフラットがつく音にはそれぞれに音名がついており、ド♯レ♭＝ディ、レ♯ミ♭＝メ、ファ♯ソ♭＝フィ、ソ♯ラ♭＝ル、ラ♯シ♭＝セ、となる。
- 音域として表記される数字は可能な限り無限であり、小さいほど低く、大きいほど高くなる。

## 表記
- 低いドの音から、高いドの音までの1オクターヴの中にある12の音は均等に配置されている。
- ディ・メ・フィ・ル・セの符頭には、真ん中に点がついている。
- フレーズが3線内に収まらない場合は、3線を上下に付け足し表記する。

## 出版
- HANON（ハノン教則本）[5]
- BEYER（バイエル教則本）[6]
- ツェルニー（30番、40番、50番[1-3][4-6]、100番）[7][8][9][10][11]
- ブルクミュラー[12]
- ベートーベン：(宝音セレクションズ、ピアノ・ソナタ　悲愴/月光/熱情、ピアノ・ソナタ ヴァルトシュタイン/テレーゼ/告別）[13][14][15]
- バッハ：インベンション[16][17]、シンフォニア[18][19]、平均律クラヴィーア曲集（1、2）[20][21]
- スコット・ジョプリン：ピアノ・ラグ集 [22]
- エリック・サティ：3つのジムノペディ/3つのグノシエンヌ[23]
- ショパン：12の練習曲（作品10、作品25）[24][25]、24の前奏曲　作品28[26]、即興曲集[27]、バラード集[28]、スケルツォ集[29]、ワルツ集[30]
- モーツァルト:宝音セレクションズ（1、2）[31][32]
- ソナチネアルバム(第1巻、第2巻)[33][34]
- シューベルト:宝音セレクションズ[35]
- ドビュッシー:宝音セレクションズ[36]
- シューマン:子供の情景[37]

## 備考
- 五線譜の問題点を克服した新しい記譜法という試みはこれが初めてではない[38]。クラヴァールスクリボ、エクィトーン[39]、ヨーゼフ・マティアス・ハウアーのトローペ、COLOR5[40]など多くの記譜法が発案されている。これらの記譜法では、視覚的な煩雑さを避けるために、臨時記号を排し（黒丸や色彩により表現）、多段譜を排して等間隔の線でオクターブを表現している。また、バッハはオルガン作品をスケッチする際オルガン・タブラチュアを使用している。しかし、様々な楽器に対応している記譜法ではない。
ムトウ記譜法は上記の記譜法のアイデアと共通しており、ピアノなどの鍵盤楽器の他にも、ギター、バイオリンなどの弦楽器や移調楽器、歌唱に至るすべての楽曲で合理的に利用することが可能である[41]。
- 現在、宝音出版では、楽譜作成ソフト「finale」を使用して作成を行っている[42]。
- 三線譜の使用は間宮芳生の「セレナード第二番[43]」に出現するが、考え方は全く別のものである。また、ピアノの黒鍵に相当する部分に独自の音名を付すのはロシアの12音音楽作曲家[44]ニコライ・オブーホフ（ロシア語版）の発案によるものであるが、黒鍵を一つの音とする考え方ではない。
- ムトウ記譜法は、「発明の名称：楽譜表示具及び楽譜」として、日本および世界で特許が認められている[45]。
- ムトウ記譜法に基づく鍵盤楽器として「クロマトーン」も発売していた（発売終了）。これは、19世紀に考案されたヤンコ鍵盤（英語版）と同一配列の部分があるが考え方は異なる。同じ手のポジションのまま移調できるようデザインされている[46]。